# Melanchra persicariae
Noctuelle de la Persicaire, Polygonière
Espèce
Melanchra persicariae, la Noctuelle de la Persicaire ou Polygonière, est une espèce de Lépidoptères de la famille des Noctuidae et du genre Melanchra.

## Description

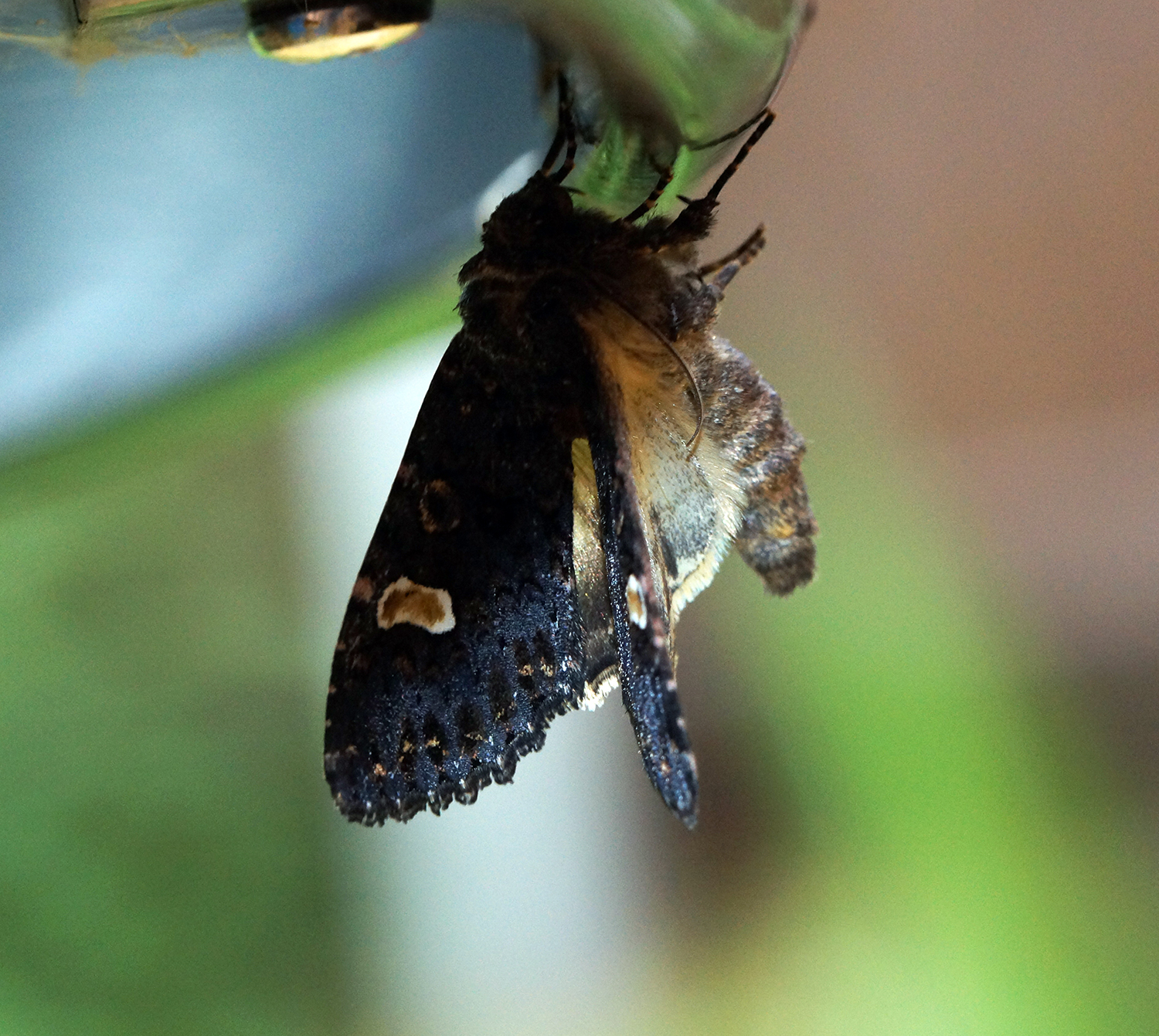
Adulte suspendu, de profil.

La longueur maximale est de 40 mm. Le corps est vert ou brun pourpré. Le huitième segment abdominal présente une forte gibbosité dorsale. Une ligne médio-dorsale, blanche, traverse une série de dessins foncés en forme de « V ». Ces derniers sont plus épais sur les segments abdominaux 1, 2 et 8. Il y a une paire de rangées latéro-ventrales de stries obliques noirâtres ou vert foncé. La tête est brun-jaunâtre ou brun-verdâtre.

## Biologie

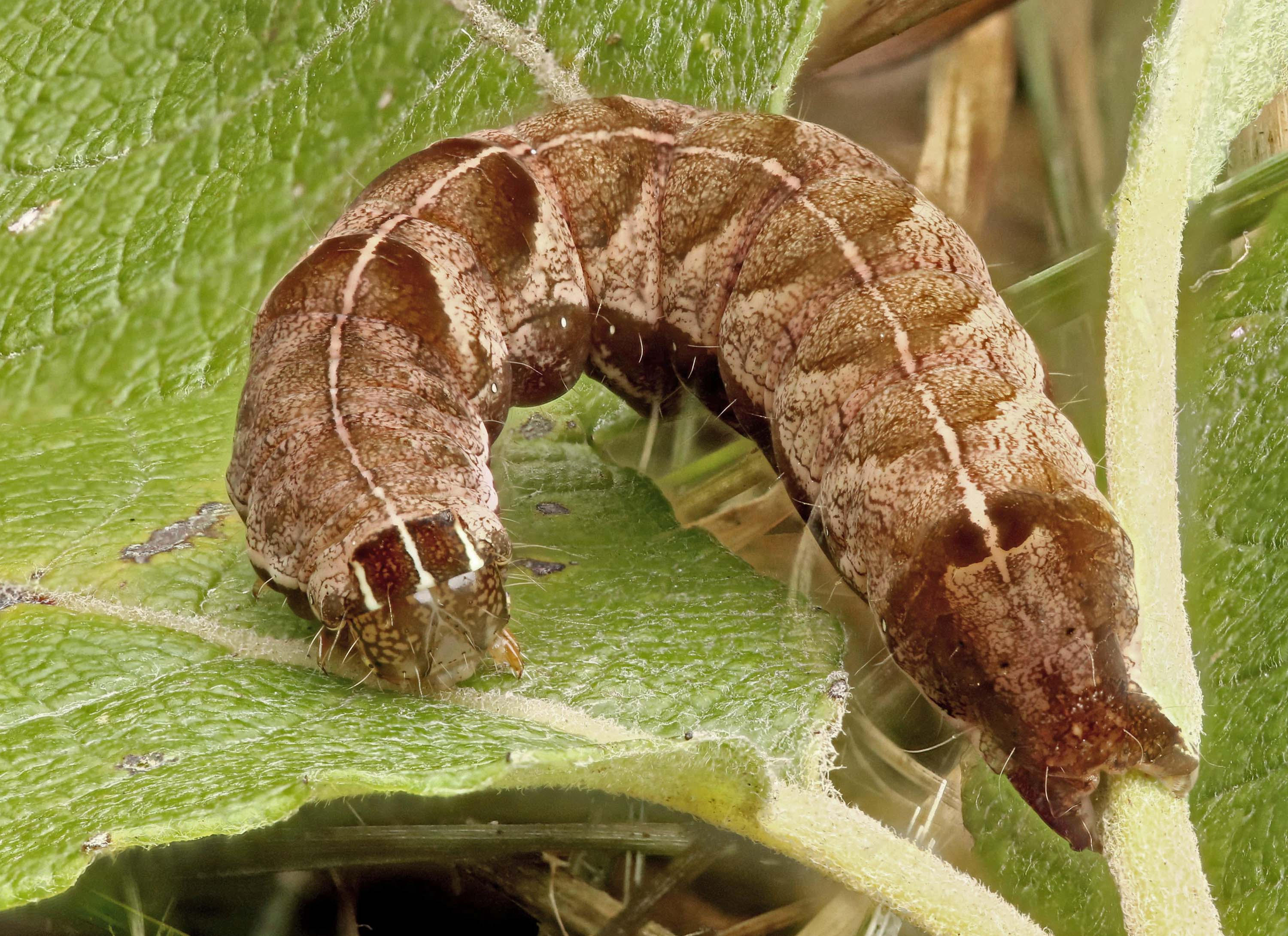
Chenille de Melanchra persicariae.

La chenille est polyphage, se développant sur de nombreuses plantes herbacées, notamment les feuilles d'Ortie, de Plantain, de Renouée persicaire, d'Anémone, ainsi que de Sureau noir, de Saule et divers autres arbres et arbustes à feuilles caduques.

## Habitat et répartition
L'espèce est eurasiatique, présente au Japon, et largement répandue en Europe, des Pyrénées à la Russie. Elle est absente du bassin égéen. En France, elle se rencontre un peu partout, excepté sur le pourtour méditerranéen où elle semble localisée à la moyenne montagne. Elle est hygrophile (c'est-à-dire qu'elle vit dans les lieux humides) et fréquente les forêts mixtes, les ripisylves et les clairières mésophiles à humides, jusqu’en zone urbaine.

## Systématique
Le nom scientifique complet (avec auteur) de ce taxon est Melanchra persicariae (Linnaeus, 1761). L'espèce a été initialement classée dans le genre Phalaena sous le protonyme Phalaena persicariae, par le naturaliste suédois Carl von Linné, en 1761.
Ce taxon porte en français les noms vernaculaires ou normalisés « Noctuelle de la Persicaire »,, ou « Polygonière »,.

### Liste des sous-espèces
Trois sous-espèces ont été décrites, :
- Melanchra persicariae cypriaca Hacker & Wimmer, 1990
- Melanchra persicariae japonibia Bryk, 1942
- Melanchra persicariae persicariae

### Synonymes
Melanchra persicariae a pour synonymes :
- Hadena persicariae (Linnaeus, 1760)
- Mamestra persicariae (Linnaeus, 1761)
- Phalaena persicariae Linnaeus, 1761